# Seznam predsednikov Češkoslovaške
Predsednik Češkoslovaške (češko Prezident Československa, slovaško Prezident Česko-Slovenska) je bil vodja države Češkoslovaške od leta 1918 do leta 1993.

## Predsedniki Češkoslovaške (1918–1992)
Druge frakcije
| No. | Portret | Ime (rojstvo-smrt)            | Narodnost | Izvolitev               | Mandat            | Mandat            | Mandat          | Politična stranka |
| No. | Portret | Ime (rojstvo-smrt)            | Narodnost | Izvolitev               | Začetek           | Konec             | Trajanje        | Politična stranka |
| --- | ------- | ----------------------------- | --------- | ----------------------- | ----------------- | ----------------- | --------------- | ----------------- |
| |         |                               |           |                         |                   |                   |                 |                   |
| Prva češkoslovaška republika(1918–1938) |         |                               |           |                         |                   |                   |                 |                   |
| 1 |         | Tomáš Masaryk (1850–1937)     | Čeh       | 1918 1920 1927 1934     | 14. november 1918 | 14. december 1935 | 17 let, 30 dni  | Neodvisni         |
| 2 |         | Edvard Beneš (1884–1948)      | Čeh       | 1935]                   | 18. december 1935 | 5. oktober 1938   | 2 leti, 291 dni | ČSNS              |
| |         |                               |           |                         |                   |                   |                 |                   |
| Druga češkoslovaška republika(1938–1939) |         |                               |           |                         |                   |                   |                 |                   |
| 3 |         | Emil Hácha (1872–1945)        | Čeh       | 1938                    | 30. november 1938 | 15. marec 1939    | 0 let, 105 dni  | Neodvisni         |
| |         |                               |           |                         |                   |                   |                 |                   |
| Okupacija(1939–1945) Emil Hácha je postal predsednik Protektorata Bohemije in Moravske, de jure avtonomne regije, vključene v nacistično Nemčijo. Edvard Beneš se je razglasil za predsednika češkoslovaške vlade v izgnanstvu, ki je med drugo svetovno vojno bila mednarodno priznana vlada Češkoslovaške. Jozef Tiso je postal predsednik lažno neodvisne, pronacistične in klerofašistične Slovaške republike. Avgustin Vološin je postal predsednik Karpatske Ukrajine nekaj dni, preden jo je okupirala Kraljevina Madžarska. |         |                               |           |                         |                   |                   |                 |                   |
| |         |                               |           |                         |                   |                   |                 |                   |
| Tretja češkoslovaška republika(1945–1948) |         |                               |           |                         |                   |                   |                 |                   |
| 2 |         | Edvard Beneš (1884–1948)      | Čeh       | 1946                    | 4. april 1945     | 7. junij 1948     | 3 leta, 64 dni  | ČSNS              |
| |         |                               |           |                         |                   |                   |                 |                   |
| Komunistično obdobje(1948–1989) Uradno poimenovanje: Češkoslovaška republika (1948–1960), Češkoslovaška socialistična republika (1960–1989) |         |                               |           |                         |                   |                   |                 |                   |
| 4 |         | Klement Gottwald (1896–1953)  | Čeh       | 1948                    | 14. junij 1948    | 14. marec 1953    | 4 leta, 273 dni | KSČ               |
| 5 |         | Antonín Zápotocký (1884–1957) | Čeh       | 1953                    | 21. marec 1953    | 13. november 1957 | 4 leta, 237 dni | KSČ               |
| 6 |         | Antonín Novotný (1904–1975)   | Čeh       | 1957 1964               | 19. november 1957 | 22. marec 1968    | 10 let, 124 dni | KSČ               |
| 7 |         | Ludvík Svoboda (1895–1979)    | Čeh       | 1968 1973               | 30. marec 1968    | 29. maj 1975      | 7 let, 60 dni   | KSČ               |
| 8 |         | Gustáv Husák (1913–1991)      | Slovak    | 1975 1980 1985          | 29. maj 1975      | 10. december 1989 | 14 let, 195 dni | KSČ               |
| |         |                               |           |                         |                   |                   |                 |                   |
| Pokomunistično obdobje(1989–1992) Uradno poimenovanje: Češkoslovaška socialistična republika (1989–1990), Češka in slovaška federativna republika (1990–1992) |         |                               |           |                         |                   |                   |                 |                   |
| 9 |         | Václav Havel (1936–2011)      | Čeh       | 1989 1990 1992 (failed) | 29 December 1989  | 20 July 1992      | 2 leti, 204 dni | OF                |

## Generalni sekretarji Komunistične partije Češkoslovaške (1948–1989)
Vodja KSČ je bil v tem obdobju de facto najmočnejša oseba v državi, z izjemo zadnjega nosilca funkcije. 
Naziv: Predsednik (1948–1953) in Generalni sekretar (1953–1971).
| Št. | Portret | Ime (rojstvo–smrt)           | Narodnost | Mandat            | Mandat            | Mandat          |
| Št. | Portret | Ime (rojstvo–smrt)           | Narodnost | Začetek           | Konec             | Trajanje        |
| --- | ------- | ---------------------------- | --------- | ----------------- | ----------------- | --------------- |
| 1   |         | Klement Gottwald (1896–1953) | Čeh       | februar 1948      | 14. marec 1953    | 5 let, 41 dni   |
| 2   |         | Antonín Novotný (1904–1975)  | Čeh       | 14. marec 1953    | 5. januar 1968    | 14 let, 297 dni |
| 3   |         | Alexander Dubček (1921–1992) | Slovak    | 5. januar 1968    | 17. april 1969    | 1 leto, 102 dni |
| 4   |         | Gustáv Husák (1913–1991)     | Slovak    | 17. april 1969    | 17. december 1987 | 18 let, 244 dni |
| 5   |         | Miloš Jakeš (1922–2020)      | Čeh       | 17. december 1987 | 24. november 1989 | 1 leto, 342 dni |
| 6   |         | Karel Urbánek(r. 1941)       | Čeh       | 24. november 1989 | 20. december 1989 | 0 let, 26 dni   |

## Predsedniški prapori
- 1918–1939, 1945–1960
- 1960–1990
- 1990–1992